# A Estepe
A Estepe: História de uma viagem (em russo:  Степь. История одной поездки, transl. Step'. Istoriya odnoy poyezdki) é uma novela do escritor russo Anton Tchekhov. Em uma narrativa que deriva com os processos de pensamento dos personagens, Tchekhov evoca uma viagem de britzka pela estepe através dos olhos de um jovem enviado para viver longe de casa, junto com vários companheiros, incluindo seu pároco e seu tio, um comerciante.

## Publicação
A novela foi publicada pela primeira vez em março de 1888 pela Severnyi vestnik. Com pequenas alterações, foi incluída nas Histórias (Рассказы, 1888) para ser reproduzida inalterada em todas as suas 13 edições (1889–1899). Em uma versão revisada, foi incluída por Tchekhov no Volume 4 de suas Obras Completas publicadas em 1899–1901 por Adolf Marks.

## Antecedentes
Em 1887, exausto pelo excesso de trabalho e problemas de saúde, Tchekhov fez uma viagem à Ucrânia, que o despertou para a beleza e a vastidã da estepe. Em seu retorno, ele começou o conto do tamanho de uma novela, que ele chamou de "algo um tanto estranho e muito original", e que acabou sendo publicado na Severny Vestnik (O Arauto do Norte).

## Recepção
Michael Finke chamou A Estepe de um "dicionário da poética de Tchekhov", sugerindo que representou um avanço significativo para Tchekhov, exibindo muito da qualidade se sua ficção madura e garantindo-lhe a publicação em uma revista literária em vez de um jornal.
A novela foi transformada em um filme da Mosfilm em 1978, dirigido por Sergei Bondarchuk.